# Bajamont
Bajamont – miejscowość i gmina we Francji, w regionie Nowa Akwitania, w departamencie Lot i Garonna.
Według danych na rok 1990 gminę zamieszkiwało 857 osób, a gęstość zaludnienia wynosiła 70 osób/km² (wśród 2290 gmin Akwitanii Bajamont plasuje się na 490. miejscu pod względem liczby ludności, natomiast pod względem powierzchni na miejscu 917.).